# Solin
Solin (latinsky a italsky Salona) je město v Chorvatsku, ve Splitsko-dalmatské župě na pobřeží Kaštelského zálivu. V roce 2021 zde žilo 24 862 obyvatel. Je zároveň také severním předměstím Splitu, od něhož je vzdálen jen 5 km. Se Splitem tvoří z urbanistického hlediska (nikoliv však administrativního) jeden souvislý celek. Hranice mezi oběma sídly prochází průmyslovou zónou. 

## Historie

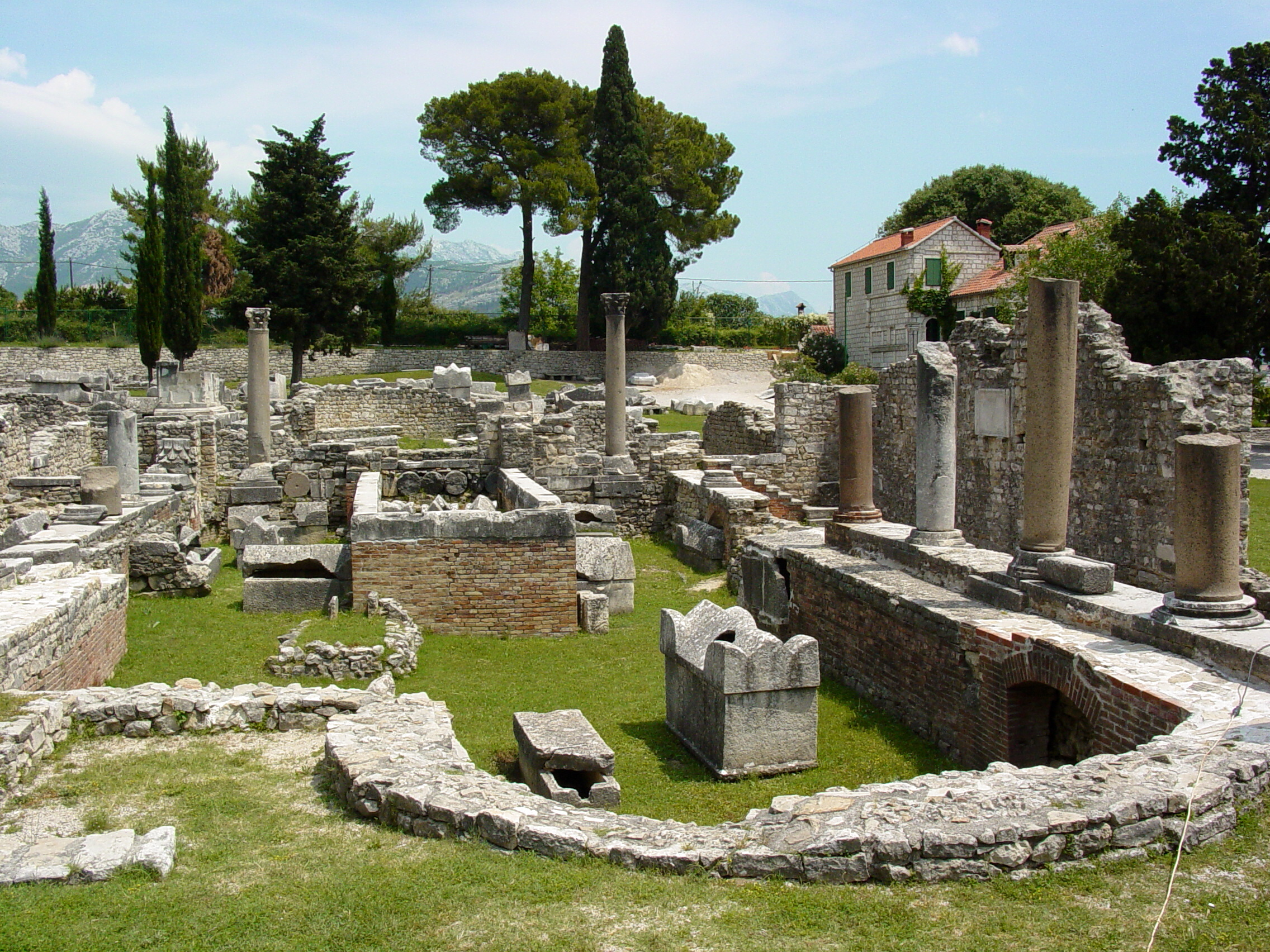
Zbytky starořímských staveb, Salona

Město má velmi bohatou historii a značný význam pro starochorvatské a raně křesťanské dějiny. Význam Salony spočívá také v tom, že většina původního města nebyla překryta novou zástavbou, jako je tomu v mnoha jiných případech. V posledních letech se také objevují návrhy na zařazení Salony na seznam UNESCO v naději na zachování tohoto významného místa.

### Nejstarší dějiny
Původně opevněnou přístavní osadu Salona založil ilyrský kmen Delmatů. Ve 3.-4. století př. n. l. ji dobyli Řekové a později přešla pod římskou nadvládu, kdy se stala hlavním městem provincie Dalmácie. Salona měla 60 000 obyvatel a byla čtvrtým největším městem Římského impéria. Byla správním centrem provincie Ilýrie a později se stala arcidiecézním sídlem těchto regionů. Z této doby se v západní části města nachází značné množství archeologických nalezišť.
Roku 244 se zde narodil římský císař Dioklecián, který si v dnešním Splitu postavil slavný Diokleciánův palác, do něhož se uchýlil po rozdělení říše na tetrarchie v roce 305. Po pádu Říma, když následovalo stěhování národů, začaly nájezdy Avarů. Lidé utíkali ze Solinu pryč, většinou do Diokleciánova paláce, v jehož sousedství postupně vznikalo moderní město Split.

### Rané křesťanství
Již ve 3. století byla v Saloně založena církevní diecéze. Prvním salonským biskupem se stal Domnius ze Salony (sveti Dujam), kterého císař Dioklecián nechal roku 304 popravit. V roce 474 jmenoval východořímský císař Leon I. (vládl v letech 457–474) biskupem Glyceria. Ten byl do té doby císařem Západního Říma, byl však sesazen Juliem Nepotem (jenž později také skončil v Saloně). Kolem roku 500 bylo biskupství prohlášeno za metropolitní arcidiecézi. Na arcidiecézi a metropolitní sídlo bylo solinské biskupství povýšeno v 10. století. Diecéze v současné podobě vznikla v roce 1828, kdy byla historická arcidiecéze salonská sloučena s diecézí Makarskou a v roce 1969 byla povýšena na arcidiecézi a metropolitní sídlo v arcidiecézi splitsko-makarské.

### Příchod Slovanů
V 7. století se Salona dostala pod vliv Slovanů a Avarů, nicméně přesnější datace je stále předmětem dohadů. V roce 639 Avaři napadli město a ti, co útok přežili uprchli do tehdejšího Diokleciánova paláce, v jehož rozvalinách začalo vznikat město Split.
Pro chorvatské dějiny je významné zejména posvátné místo zvané ostrov Panny Marie (chorv. Gospin otok) při dolním toku říčky Jadro, neboť bylo zřejmě prvním místem křtění Chorvatů. Řeka Jadro je někdy nazývána jako „chorvatský Jordán“. V místní, dnes již téměř zaniklé bazilice svatých Petra a Mojžíše, byl také korunován chorvatský král Dimitrij Zvonimír a jeho manželka, královna Helena Zadarská zde založila dva kostely, z nichž jeden (kostel Panny Marie na ostrově) existuje dosud, byť několikrát zničený a znovu přestavovaný. Jedná se o nejstarší kostel zasvěcený Panně Marii v Chorvatsku.

### Novověk
V 16. století bylo okolí dnešního Solinu vystavováno často tureckým vpádům. To znamenalo útěk místních sedláků do bezpečnějších měst. Jako symbol své přítomnosti nechali Turci vybudovat dnešní pevnost Gradina ve středu města. Vznikla rozšířením původní mešity, mešita byla postavena přestavěním původního byzantského kostela. V roce 1647 byli z lokality Turci vytlačeni a na jejich místo přišli Benátčané. Ti nechali kraj dosídlit kolonisty z lokality Petrovo polje. Nemalou část antických a raně středověkých staveb však bylo rozebráno pro vznik nových domů. Ke konci 17. století žilo v Solinu spolu s nedalekým Vranjicem na břehu moře okolo sedmi set lidí.
Současné město se nachází východně od původního římského a raně slovanského osídlení. Rozvinulo se poblíž pevnosti gradina na obou březích řeky Jadro. V 18. století byl Solin často vystaven útokům hajduků, proto zde vznikla v té době řada opevněných domů. Obživu mimo jiného zajišťovala řeka Jadro a četné mlýny, které na ní v té době stály. Spojení se světem potom představovaly různé karavany se zbožím, které směřovaly většinou z Bosny do nedalekého Splitu. 
Na počátku 19. století (v období existence tzv. Ilyrských provincií, které byly pod francouzskou nadvládou) byla přes Solin vybudována z rozhodnutí generála Marmonta silnice. Díky tomu se zlepšil obchod i komunikace města s jeho okolím a vzdálenějšími částmi regionu. Oslabena byla dominance námořní dopravy. Město bylo ničeno řadou požárů, které např. zničily tehdejší kostel. V závěru 19. století zde byl postaven první hotel a veřejné budovy (hasičská zbrojnice, policejní stanice). V roce 1857 žilo v Solinu cca 1800 obyvatel, roku 1900 to již bylo 2800 lidí. Roku 1904 byla do Solinu zavedena elektrická energie, dříve než do nedalekého Splitu.
4. října 1998 toto místo navštívil papež Jan Pavel II.

## Doprava
Solinem prochází železniční trať Knin–Split, Solin je předposledním městem na její dlouhé trase. Význam železniční trati v uvedeném městě není příliš velký z hlediska osobní dopravy, ale především z hlediska dopravy nákladní; v Solinu stojí na břehu moře velký nákladní přístav. 
Městem rovněž prochází Jadranská magistrála, zde má podobu čtyřproudé silnice. Hlavní silniční tah, který vede Solinem, směřuje na jeho jižním konci ke Splitu a na sever vede po horském svahu k obci Klis, k místní pevnosti a potom dále do vnitrozemí, směrem k městu Sinj.

## Význačné osobnosti
- Diokletianus (lat. Gaius Aurelius Valerius Diocletianus), římský císař
- Toni Kljaković, chorvatský zpěvák
- Toma Podrug, chorvatský spisovatel
- Lovre Katić, chorvatský duchovní, archeolog a spisovatel[3]
- Ivan Radić, chorvatský prvoligový a mezinárodní fotbalový rozhodčí
- Jozo Kljaković, chorvatský malíř, spisovatel
- Ivan Mužić, chorvatský historik a publicista
- Nikola Kalinić, chorvatský fotbalový reprezentant
- Joško Jeličić, chorvatský fotbalový reprezentant
- Ljubo Boban, chorvatský historik a akademik HAZU (Chorvatské akademie věd a umění)
- Miro Podrug, sportovní novinář
- Ante Vetma, chorvatský sportovec, rozhodčí, sportovní organizátor a funkcionář v oblasti kopané a házené
- Alen Jakšić, chorvatský fotbalový rozhodčí
- Nikola Bekavac, chorvatský fotbalový rozhodčí

## Kultura a pamětihodnosti

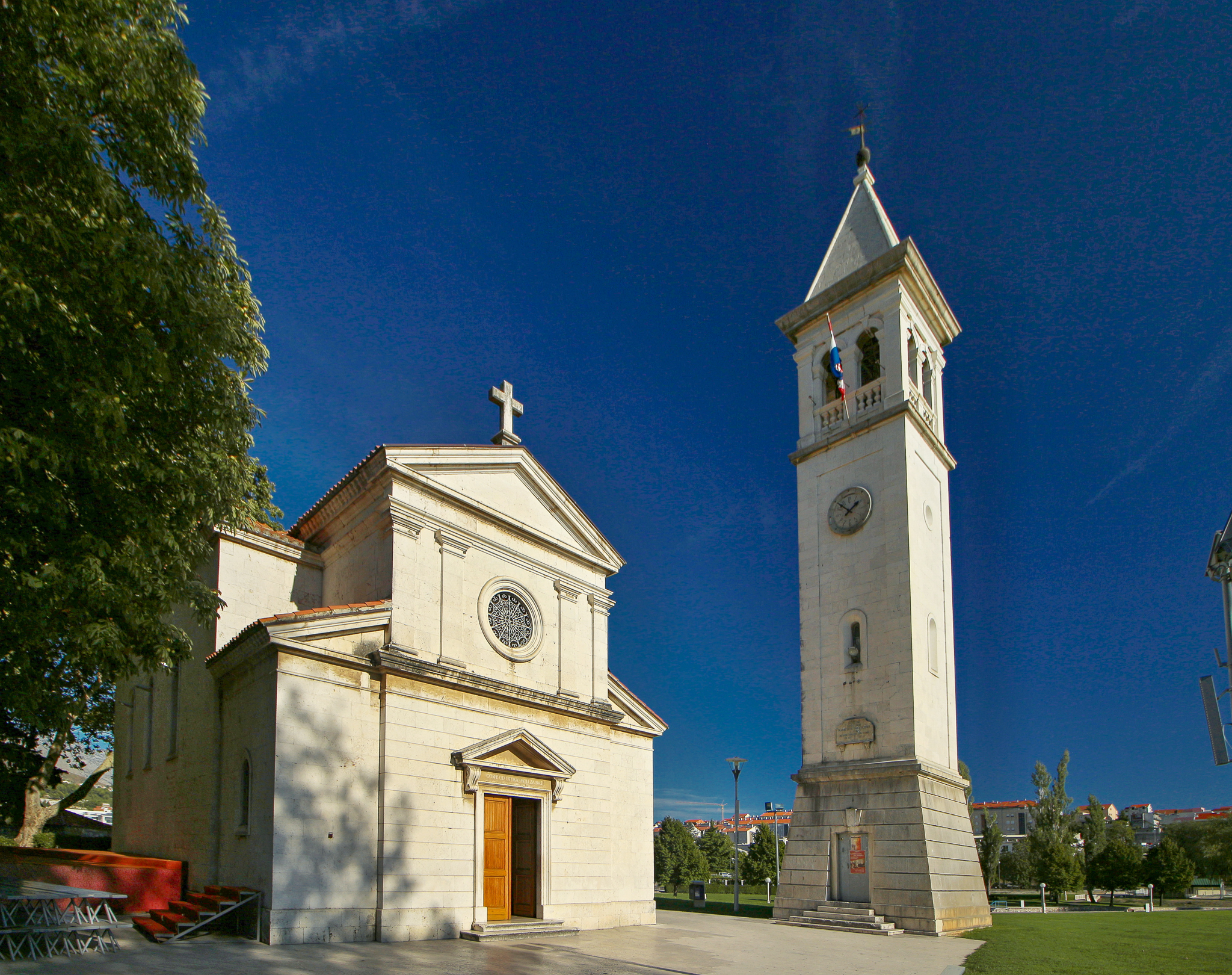
Kostel Panny Marie ostrovské

- archeologická naleziště[4] z doby Římské říše (ruiny římského fóra s chrámem a divadlo) – Starine-Salona
- zbytky římské Porty Caesarey a městských hradeb
- zbytky amfiteátru z 2. století
- zbytky starokřesťanských kostelů (korunovační bazilika svatých Petra a Mojžíše)
- Ostrov Panny Marie (chorv. Gospin otok), významná národní lokalita na říčce Jadro
  - kostel Panny Marie (Gospa od Otoka) na ostrově Panny Marie
- pozůstatky kostela sv. Štěpána z Ostrova
- zbytky římského a raněkřesťanského hřbitova (Manastirine) a kláštera
- venkovní expozice Archeologického muzea Split

Ve městě se každý rok pořádá Solinské kulturní léto.

## Školství
V Solinu stojí celkem čtyři základní školy, z toho dvě v samotném městě a další dvě v okolních obcích, které pod Solin administrativně náleží. 